# 16682 Donati
16682 Donati (1994 FB) là một tiểu hành tinh vành đai chính được phát hiện ngày 18 tháng 3 năm 1994 bởi M. Cavagna và V. Giuliani ở Sormano.